# Arcadia (cuadrángulo)

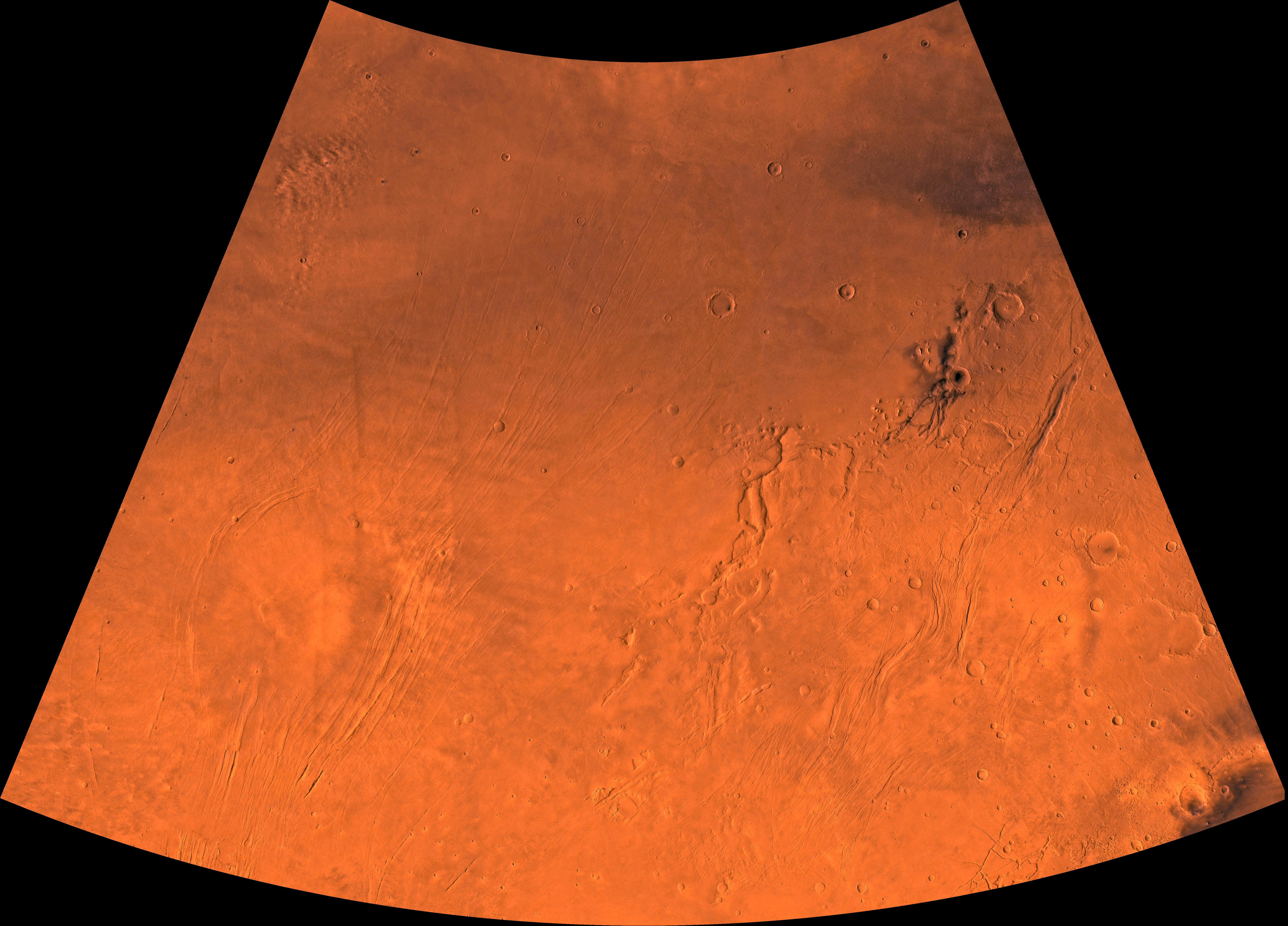
Imagen del cuadrángulo de Arcadia (MC-3). La parte sur contiene el gran volcán en escudo Alba Patera y la región de Tempe Terra, con muchas fallas, que incluye muchos volcanes pequeños.

El cuadrángulo de Arcadia es uno de una serie de 30 mapas cuadrangulares de Marte utilizados por el Programa de Investigación de Astrogeología del Servicio Geológico de los Estados Unidos (USGS). El cuadrilátero está ubicado en la parte norte-central del hemisferio occidental de Marte y cubre de 240° a 300° de longitud este (60° a 120° de longitud oeste) y de 30° a 65° de latitud norte. El cuadrángulo utiliza una proyección conforme de Lambert a una escala nominal de 1:5 000 000 (1:5M). El cuadrángulo de Arcadia también se conoce como MC-3 (Mars Chart-3).
Los límites sur y norte del cuadrángulo de Arcadia tienen aproximadamente 3065 km y 1500 km de ancho, respectivamente. La distancia de norte a sur es de unos 2.050 km (un poco menos que la longitud de Groenlandia). El cuadrilátero cubre un área aproximada de 4,9 millones de kilómetros cuadrados, o un poco más del 3% de la superficie de Marte. La región llamada Tempe Terra está en el cuadrángulo de Arcadia.
Varias características encontradas en este cuadrilátero son interesantes, especialmente los barrancos que se cree que son causados por flujos de agua líquida relativamente recientes. Las rayas oscuras de la pendiente y las huellas de remolinos de polvo pueden tener una apariencia llamativa.

## Origen del nombre
Arcadia es el nombre de una característica de albedo telescópica ubicada a 45° de latitud norte (N) y 260° de longitud este (E) en Marte. La característica recibió su nombre de una región montañosa en el sur de Grecia. El nombre fue aprobado por la Unión Astronómica Internacional (IAU) en 1958.